# Tweede Kamerverkiezingen in het kiesdistrict Winschoten (1878-1888)
Tweede Kamerverkiezingen in het kiesdistrict Winschoten (1878-1888) geeft een overzicht van verkiezingen voor de Nederlandse Tweede Kamer in het kiesdistrict Winschoten in de periode 1878-1888.
Het kiesdistrict Winschoten was al ingesteld in 1848. De indeling van het kiesdistrict werd in 1878 gewijzigd door een aanpassing van de Kieswet. Tot het kiesdistrict behoorden vanaf dat moment de volgende gemeenten: Anloo, Bellingwolde, Borger, Gasselte, Gieten, Hoogezand, Meeden, Muntendam, Nieuwe Pekela, Onstwedde, Oude Pekela, Scheemda, Sappemeer, Veendam, Vlagtwedde, Wedde, Wildervank, Winschoten en Zuidlaren.
Het kiesdistrict Winschoten was in deze periode een meervoudig kiesdistrict: het vaardigde twee leden af naar de Tweede Kamer. Om de twee jaar trad een van de leden af; er werd dan een periodieke verkiezing gehouden voor de vrijgevallen zetel. Bij algemene verkiezingen (na ontbinding van de Tweede Kamer) bracht elke kiezer twee stemmen uit. Om gekozen te worden moest een kandidaat minimaal de districtskiesdrempel behalen.
Legenda
- cursief: in de eerste verkiezingsronde geplaatst voor de tweede ronde;
- vet: gekozen als lid van de Tweede Kamer.

## 26 februari 1878
De verkiezingen waren tussentijdse verkiezingen; zij werden gehouden vanwege de omzetting van het kiesdistrict Winschoten in een meervoudig kiesdistrict waardoor een tweede zetel beschikbaar kwam.
|                             | 26 februari | 12 maart |
| --------------------------- | ----------- | -------- |
| Kiesgerechtigden            | 2.558       | 2.558    |
| Opkomst                     | 1.341       | 1.609    |
| Geldige stemmen             | 1.330       | 1.594    |
| Blanco stemmen              | 3           | 8        |
| Kandidaten                  |             |          |
| J.W.J. de Vos van Steenwijk | 447         | 846      |
| D. Mulder                   | 465         | 748      |
| L.G. Brock                  | 203         |          |
| D.R. Mansholt               | 137         |          |
| B.J. Gratama                | 67          |          |

## 10 juni 1879
De verkiezingen waren periodieke verkiezingen; zij werden gehouden vanwege de afloop van de zittingstermijn van een gekozen lid.
|                                         | 10 juni |
| --------------------------------------- | ------- |
| Kiesgerechtigden                        | 2.628   |
| Opkomst                                 | 1.229   |
| Geldige stemmen                         | 1.219   |
| Blanco stemmen                          | 5       |
| Kandidaten                              |         |
| J.W.J. de Vos van Steenwijk             | 686     |
| D. Mulder                               | 461     |
| A.J. Thomassen à Thuessink van der Hoop | 66      |

## 14 juni 1881
De verkiezingen waren periodieke verkiezingen; zij werden gehouden vanwege de afloop van de zittingstermijn van een gekozen lid.
|                     | 14 juni |
| ------------------- | ------- |
| Kiesgerechtigden    | 2.749   |
| Opkomst             | 723     |
| Geldige stemmen     | 709     |
| Blanco stemmen      | 12      |
| Kandidaten          |         |
| H. Goeman Borgesius | 618     |

## 12 juni 1883
De verkiezingen waren periodieke verkiezingen; zij werden gehouden vanwege de afloop van de zittingstermijn van een gekozen lid.
|                             | 12 juni |
| --------------------------- | ------- |
| Kiesgerechtigden            | 2.801   |
| Opkomst                     | 1.060   |
| Geldige stemmen             | 1.053   |
| Blanco stemmen              | 6       |
| Kandidaten                  |         |
| J.W.J. de Vos van Steenwijk | 693     |
| B.J. Gratama                | 326     |

## 28 oktober 1884
De verkiezingen waren algemene verkiezingen; zij werden gehouden na ontbinding van de Tweede Kamer.
|                             | 28 oktober |
| --------------------------- | ---------- |
| Kiesgerechtigden            | 2.797      |
| Opkomst                     | 1.149      |
| Geldige stemmen             | 2.266      |
| Blanco stemmen              | 32         |
| Kiesdrempel                 | 567        |
| Kandidaten                  |            |
| J.W.J. de Vos van Steenwijk | 882        |
| H. Goeman Borgesius         | 859        |
| A.F. de Savornin Lohman     | 241        |
| J.G. Nederhoed              | 237        |

## 15 juni 1886
De verkiezingen waren algemene verkiezingen; zij werden gehouden na ontbinding van de Tweede Kamer.
|                             | 15 juni |
| --------------------------- | ------- |
| Kiesgerechtigden            | 2.981   |
| Opkomst                     | 1.521   |
| Geldige stemmen             | 2.973   |
| Blanco stemmen              | 43      |
| Kiesdrempel                 | 743     |
| Kandidaten                  |         |
| J.W.J. de Vos van Steenwijk | 1.064   |
| H. Goeman Borgesius         | 1.030   |
| M.A. de Savornin Lohman     | 397     |
| O.Q. van Swinderen          | 396     |

## 1 september 1887
De verkiezingen waren algemene verkiezingen; zij werden gehouden na ontbinding van de Tweede Kamer.
|                     | 1 september | 14 september |
| ------------------- | ----------- | ------------ |
| Kiesgerechtigden    | 2.923       | 2.923        |
| Opkomst             | 1.294       | n.b.         |
| Geldige stemmen     | 2.568       | 1.110        |
| Blanco stemmen      | 16          | n.b.         |
| Kiesdrempel         | 642         | 555          |
| Kandidaten          |             |              |
| H. Goeman Borgesius | 863         |              |
| H.L. Drucker        | 475         | 606          |
| A. Winkler Prins    | 329         | 504          |
| O.Q. van Swinderen  | 299         |              |
| J.G. Nederhoed      | 285         |              |
| J.H. Smidt          | 224         |              |

## 3 oktober 1887
Hendrik Drucker, gekozen bij de verkiezingen van 1 september 1887, nam zijn benoeming niet aan. Om in de ontstane vacature te voorzien werd een naverkiezing gehouden.
|                             | 3 oktober |
| --------------------------- | --------- |
| Kiesgerechtigden            | 2.923     |
| Opkomst                     | 1.024     |
| Geldige stemmen             | 1.018     |
| Blanco stemmen              | 6         |
| Kandidaten                  |           |
| J.W.J. de Vos van Steenwijk | 547       |
| A. Winkler Prins            | 303       |
| J.M. Smit                   | 90        |
| O.Q. van Swinderen          | 67        |

## Voortzetting
Na de grondwetsherziening van 1887 werden de meervoudige kiesdistricten opgeheven; het kiesdistrict Winschoten werd derhalve omgezet in een enkelvoudig kiesdistrict. De gemeenten Anloo, Borger, Gasselte, Gieten, Wildervank en Zuidlaren werden toegevoegd aan het al bestaande kiesdistrict Assen, de gemeente Hoogezand aan het eveneens al bestaande kiesdistrict Groningen en de gemeenten Meeden, Muntendam, Nieuwe Pekela, Onstwedde, Oude Pekela, Sappemeer, Veendam en Vlagtwedde aan het nieuw ingestelde kiesdistrict Veendam. Een gedeelte van het kiesdistrict Appingedam (de gemeenten Beerta, Finsterwolde, Midwolda, Nieuweschans, Nieuwolda, Noordbroek, Termunten en Zuidbroek) werd toegevoegd aan het kiesdistrict Winschoten. 